# Inge-Rose Lippok

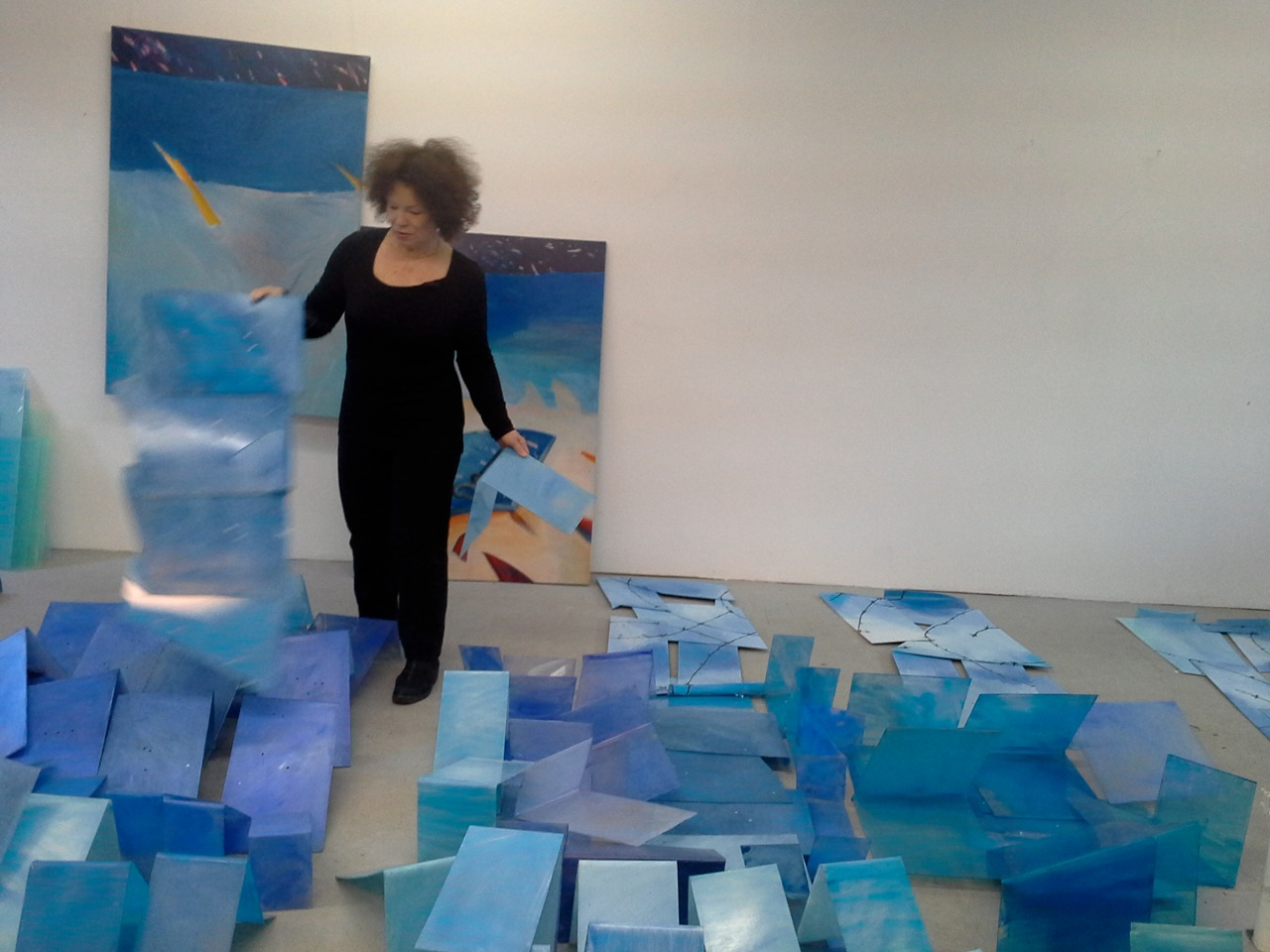
Inge-Rose Lippok (2015)

Inge-Rose Lippok (* 23. Oktober 1947 in Wolfsburg) ist eine deutsche Bildende Künstlerin. Sie lebt und arbeitet in Hannover.

## Leben
Inge-Rose Lippok wurde 1947 in Wolfsburg geboren. Sie verbrachte dort ihre Kindheit und Jugend. Noch während ihrer Schulausbildung nahm sie von 1961 bis 1965 privaten Zeichenunterricht bei Kurt-Gustav Beck im Schloss Wolfsburg und setzte sich aktiv mit bildender Kunst auseinander. Auch im elterlichen Rahmengeschäft arbeitete sie in diesen Jahren regelmäßig mit.
Neben dem Zeichnen setzte sich Lippok mit graphischen Aspekten von Kunst auseinander. Einer ihrer Arbeitsschwerpunkte im Schloss Wolfsburg bestand im Bereich Druckexperimente in der dortigen Druckwerkstatt.
Von 1965 bis 1969 studierte sie an der Hochschule für Bildende Künste Braunschweig bei M. Satorius und Alfred Winter-Rust. Ab 1969 bis 1970 setzte sie ihr Studium in Karlsruhe fort und beendete es dort an der Akademie der Bildenden Künste bei Akademie der Bildenden Künste in Karlsruhe bei Emil Schumacher. Das erste Atelier befand sich in der Jasperallee in Braunschweig. Es folgten weitere Gastaufenthalte in der Druckwerkstatt im Schloss Wolfsburg.
Anfang der siebziger Jahre gründete Lippok ihre Familie und bekam zwei Kinder.
Ihrer künstlerischen Arbeit gab sie 1976 mit dem Aufbau ihres ersten eigenen Ateliers und Studios in der Jasperallee in Braunschweig einen eigenen Raum, in dem sie bis 1983 arbeitete und ausstellte.
1987 zog Inge-Rose Lippok nach Hannover in neue Atelierräume in der Helmkestraße. Direkte Nachbarn waren das Theater Serafin und das Theater der Jugend. 1990 wurden neue Atelieräume bei Siegfried Neuenhausen in der Kornbrennerei Hainholz an der Bilderwand Bertramstraße bezogen. 1995 bis 2006 hatte Inge-Rose Lippok ihr Studio im Atelierhaus Hannover in der Voltmerstraße. Von 1996 bis 1999 hatte sie zusätzlich ein Druckatelier in Karlovy Vary in der Tschechischen Republik. Seit 2006 arbeitet Inge-Rose Lippok in ihren Räumen nahe der Podbielskistraße in Hannover.
Seit den neunziger Jahren nahm Lippok außerdem an verschiedenen Künstleraustauschen teil. Sie arbeitete in diesen Zusammenhängen mit Künstlern aus San Antonio (Texas), aus St. Petersburg (Russland), aus Rom und Sizilien (Italien) und mit verschiedenen tschechischen Künstlern zusammen.

## Werk
Ihre Werke sind in verschiedenen öffentlichen und privaten Sammlungen im In- und Ausland vertreten.
Mit ihrem künstlerischen Gesamtwerk hat Inge-Rose Lippok im Rahmen ihres Schaffens ganz unterschiedliche Schwerpunkte gesetzt und Techniken genutzt. Vom Bereich der Graphik und Malerei entwickelte sie sich zunehmend hin zur Schaffung von „raumbezogenen Installationen im Innen- und Außenraumbereich, häufig mit Klang/Musik in Zusammenarbeit mit zeitgenössischen Komponisten“.
Neben den gesetzten künstlerischen Schwerpunkten engagierte Lippok sich mit und durch ihre Kunst auch für zahlreiche soziale Kunstprojekte in der „Arbeit mit Gruppen wie der Lebenshilfe, Kindergärten, Schule, Migranten, Flüchtlingsunterkünften“.
„Auch wenn Inge-Rose Lippok mit anderen Techniken arbeitet, mit der der Collage etwa, bleibt der Gesamteindruck immer ein malerischer, auch das Grund-Thema der Auseinander-Setzung bleibt, so will mir scheinen, erhalten, gewinnt aber eine Dimension der Tiefenschärfe hinzu.“
„‚Ver-rückt‘ verweisen Arbeiten mit dem Stuhlmotiv auf die Plätze, die jeder gerne für sich sucht und findet, die aber ‚im perfekten Grün‘ kleiner flottilen Inseln, Plätze der Einsamkeit werden können. In ‚unreal realism‘ fällt der Himmel aus den Glaskuppeln auf die Erde und begegnet dem konsumistischen Versuch, das Glück in Tüten zu packen als ‚Sondergebot im Unverkauf‘ und ideologisch zu überhöhen als ‚Ethos in Tüten‘. Alles das kommt in einer verräterischen Leichtigkeit daher, die an André Hellers Mahnung erinnert: ‚Misstraue der Idylle, sie ist ein Mörderstück.‘“.
„So gestaltete Inge-Rose Lippok die unterschiedlichsten Räume, Fabrikhallen, leerstehende Brunnen, Gärten, aber auch Kirchenräume. Immer müssen es Räume sein, die eine Tradition, eine Geschichte oder eine Spiritualität ausstrahlen.“

## Ausstellungen (Auswahl)
- 1996: Kulturamt, Stadtpark, Grevenbroich
- 1996: Rathaus, Nienhagen
- 1996: Portiunkula des Roemer- und Pelizaeus Museums, Hildesheim
- 1996: Internationales Symposium, Cesky Krumlov, Tschechische Republik
- 1997: Rathaus Hirschberg, Hirschberg
- 1997: Galerie Elbing, Elbing, Polen
- 1997: Schloß Sokolow, Tschechische Republik
- 1997: Landesmuseum Braunschweig, Braunschweig
- 1997: Schwäbisch Hall Forum, Rathaus Neuenkirchen, Schwäbisch Hall
- 1997: Museum Zlaty Clic, Karlovy Vary, Tschechische Republik
- 1998: Städtische Galerie Kubus, Hannover
- 1998: Museum Trecastagni, Trecastagni, Italien
- 1998: Commune di Gangi, Sizilien, Italien
- 1998: Budweis, Tschechische Republik
- 1999: Klinik am Tharandter Wald, Kreis Dresden
- 1999: Raum-Musikinstallation in vier Kirchen, Hannover
- 2000: Emmichplatz, Hannover
- 2000: Galerie Imago, Mellendorf
- 2000: Galerie De Langense Enk, Niederlande
- 2000: GALERIE M, Prag, Tschechische Republik